# Antoni Onufry Urbański
Antoni Onufry Urbański (ur. 19 maja 1726 w Sanoku, zm. 28 marca 1770), polski duchowny katolicki, biskup pomocniczy przemyski, biskup tytularny Evaria w 1769 roku.
Był kanonikiem kapituły katedralnej przemyskiej. W latach 1759–1770 był proboszczem parafii Nawiedzenia Najświętszej Maryi Panny w Lesku. 
We wrześniu 1769 roku otrzymał nominację na biskupa pomocniczego przemyskiego, ze stolicą tytularną Euroea (ordynariuszem diecezji był w tym czasie Józef Tadeusz Kierski). Zmarł krótko po mianowaniu, przed przyjęciem sakry biskupiej.